# جیمی گوردون (بازیکن فوتبال، زاده ۱۸۸۶)
جیمی گوردون (انگلیسی: Jimmy Gordon؛ 1886 – 8 december ۱۹۵۹ (۷۲−۷۳ سال)) بازیکن فوتبال بود.
از باشگاه‌هایی که در آن بازی کرده‌است می‌توان به باشگاه فوتبال گریمزبی تاون و باشگاه فوتبال وستهام یونایتد اشاره کرد.